# Зеруп
Зеруп (њем. Sörup) општина је у њемачкој савезној држави Шлезвиг-Холштајн. Једно је од 134 општинска средишта округа Шлезвиг-Фленсбург. Према процјени из 2010. у општини је живјело 4.251 становника. Посједује регионалну шифру (AGS) 1059161, NUTS (DEF0C) и LOCODE (DE SOR) код.

## Географски и демографски подаци
Зеруп се налази у савезној држави Шлезвиг-Холштајн у округу Шлезвиг-Фленсбург. Општина се налази на надморској висини од 46 метара. Површина општине износи 44,3 km². У самом мјесту је, према процјени из 2010. године, живјело 4.251 становника. Просјечна густина становништва износи 96 становника/km².